# Cuscuta pellucida
Cuscuta pellucida är en vindeväxtart som beskrevs av Butkov. Cuscuta pellucida ingår i släktet snärjor, och familjen vindeväxter. Inga underarter finns listade i Catalogue of Life.